# Армона (Калифорнија)
Армона (енгл. Armona) насељено је место без административног статуса у америчкој савезној држави Калифорнија.

## Демографија
По попису из 2010. године број становника је 4.156, што је 917 (28,3%) становника више него 2000. године.
| Група             | 2000.         | 2010.         |
| Белци             | 1.350 (41,7%) | 1.102 (26,5%) |
| Афроамериканци    | 139 (4,3%)    | 99 (2,4%)     |
| Азијати           | 43 (1,3%)     | 85 (2,0%)     |
| Хиспаноамериканци | 1.574 (48,6%) | 2.784 (67,0%) |
| Укупно            | 3.239         | 4.156         |